# 分裂性情緒失調症
分裂性情緒失調症（英語：Disruptive Mood Dysregulation Disorder，簡稱DMDD）是一種以反覆發怒為特徵的精神疾病。因為容易與躁鬱症搞混，但卻不適用躁鬱症的治療法，因此美國精神醫學會在2012年12月1日提出這個病名以便讓患者獲得正確的醫療照料。